# Nine-dart finish

Bersaglio freccette

Con il termine Nine-dart finish si intende un leg perfetto nel gioco delle freccette. È realizzabile riuscendo a chiudere la frazione di gioco con nove tiri (cioè il minimo possibile), partendo da 501. È generalmente molto difficile riuscire nell'impresa di mettere a segno una chiusura con solo nove freccette, anche in ambito professionistico. È considerato il massimo obbiettivo del singolo leg, come in una partita da 300 punti nel bowling o un perfect game nel baseball.

## Possibilità e metodi di realizzazione
Nel corso di una partita a 501 punti, è possibile realizzare un perfect game lanciando solo 9 freccette. Il modo classico per arrivare a questo risultato è quello di ottenere 360 punti con i primi 6 lanci (6 volte un triplo 20), lasciando 141 punti per l'ultima serie di freccette. La chiusura tradizionalmente avviene in uno dei tre seguenti modi:
- triplo 20 (60), triplo 19 (57) e doppio 12 (24)
- triplo 20 (60), triplo 15 (45) e doppio 18 (36)
- triplo 17 (51), triplo 18 (54) e doppio 18 (36)

Un altro modo è di realizzare 167 punti per ciascun turno, realizzando un 501 perfetto in totale nella seguente maniera:
- triplo 20 (60), triplo 19 (57) e un centro pieno/bullseye (50)

Indiscutibilmente il modo più difficile sarebbe 180 (3×T20), 171 (3×T19), e 150 (3×bullseye) - dovuto alla difficoltà di centrare tutte le tre freccette nel centro pieno, il doppio più piccolo dell'intero bersaglio.
Esiste infine un modo per realizzare il perfect game partendo con il doppio: 160 alle prime 3 freccette (D20, T20 e T20); 180 al lancio successivo (T20, T20 e T20) e 161 con le ultime 3 freccette (T20, T17 e 50).

## Nine-dart finishes in TV
Il primo perfect game ripreso televisivamente fu realizzato al World Matchplay Championship il 13 ottobre 1984 dall'inglese John Lowe, che usò il secondo metodo (T18, T17, D18). Vinse un premio di 102.000 sterline, e riuscì inoltre ad aggiudicarsi l'intero torneo.
Il primo trasmesso in diretta fu quello messo a segno da Shaun Greatbatch al Dutch Open il 3 febbraio 2002. Nello stesso anno Phil Taylor realizzò (al World Matchplay) il primo dei suoi undici perfect games trasmessi in televisione (primato assoluto).
| Posizione | Giocatore             | Nine-darters | Ultimo |
| --------- | --------------------- | ------------ | ------ |
| 1         | Phil Taylor           | 11           | 2015   |
| 2         | Michael van Gerwen    | 8            | 2020   |
| 3         | Gerwyn Price          | 7            |        |
| 4         | Raymond van Barneveld | 5            | 2010   |
| 4         | Adrian Lewis          | 5            | 2017   |
| 5         | Gary Anderson         | 3            | 2018   |
| 5         | James Wade            | 3            | 2020   |
| 8         | Mervyn King           | 2            | 2010   |
| 8         | Darryl Fitton         | 2            | 2015   |
| 8         | Kyle Anderson         | 2            | 2017   |
| 8         | Jonny Clayton         | 2            | 2021   |
| 8         | José de Sousa         | 2            | 2021   |
| 8         | Michael Smith         | 2            | 2023   |
| 14        | John Lowe             | 1            | 1984   |
| 14        | Paul Lim              | 1            | 1990   |
| 14        | Shaun Greatbatch      | 1            | 2002   |
| 14        | Tony O'Shea           | 1            | 2007   |
| 14        | John Walton           | 1            | 2007   |
| 14        | John Part             | 1            | 2011   |
| 14        | Brendan Dolan         | 1            | 2011   |
| 14        | Simon Whitlock        | 1            | 2012   |
| 14        | Wes Newton            | 1            | 2012   |
| 14        | Dean Winstanley       | 1            | 2013   |
| 14        | Terry Jenkins         | 1            | 2013   |
| 14        | Robert Thornton       | 1            | 2014   |
| 14        | Kim Huybrechts        | 1            | 2014   |
| 14        | Dave Chisnall         | 1            | 2015   |
| 14        | Alan Norris           | 1            | 2016   |
| 14        | Dimitri Van den Bergh | 1            | 2018   |
| 14        | Peter Wright          | 1            | 2020   |
| 14        | William Borland       | 1            | 2021   |
| 14        | Darius Labanauskas    | 1            | 2021   |
| Totale    | 32                    | 68           |        |